# Пшедбуж (Підкарпатське воєводство)
Пшедбуж (пол. Przedbórz) — село в Польщі, у гміні Кольбушова Кольбушовського повіту Підкарпатського воєводства.
Населення — 898 осіб (2011).
У 1975-1998 роках село належало до .

## Демографія
Демографічна структура станом на 31 березня 2011 року:
|          | Загалом | Допрацездатний вік | Працездатний вік | Постпрацездатний вік |
| -------- | ------- | ------------------ | ---------------- | -------------------- |
| Чоловіки | 437     | 93                 | 275              | 69                   |
| Жінки    | 461     | 98                 | 250              | 113                  |
| Разом    | 898     | 191                | 525              | 182                  |